# سفارت عراق در اتاوا
سفارت عراق در اتاوا (به انگلیسی: Embassy of Iraq) یک سفارت در کانادا است که در اتاوا واقع شده‌است.